# McCook (Illinois)
McCook és una població dels Estats Units a l'estat d'Illinois. Segons el cens del 2000 tenia 254 habitants.

## Demografia
Segons el cens del 2000, McCook tenia 254 habitants, 119 habitatges, i 69 famílies. La densitat de població era de 37,7 habitants/km².
Dels 119 habitatges en un 19,3% hi vivien nens de menys de 18 anys, en un 39,5% hi vivien parelles casades, en un 11,8% dones solteres, i en un 42% no eren unitats familiars. En el 39,5% dels habitatges hi vivien persones soles el 15,1% de les quals corresponia a persones de 65 anys o més que vivien soles. El nombre mitjà de persones vivint en cada habitatge era de 2,13 i el nombre mitjà de persones que vivien en cada família era de 2,86.
Per edats la població es repartia de la següent manera: un 16,5% tenia menys de 18 anys, un 8,7% entre 18 i 24, un 28,3% entre 25 i 44, un 25,2% de 45 a 60 i un 21,3% 65 anys o més.
L'edat mediana era de 43 anys. Per cada 100 dones de 18 o més anys hi havia 91 homes.
La renda mediana per habitatge era de 43.125 $ i la renda mediana per família de 58.333 $. Els homes tenien una renda mediana de 40.625 $ mentre que les dones 26.429 $. La renda per capita de la població era de 24.996 $. Cap de les famílies i l'1,8% de la població estaven per davall del llindar de pobresa.

## Poblacions properes
El següent diagrama mostra les poblacions més properes.